# Municipio de Hematite
El municipio de Hematite (en inglés: Hematite Township) es un municipio ubicado en el condado de Iron en el estado estadounidense de Míchigan. En el año 2010 tenía una población de 338 habitantes y una densidad poblacional de 0,84 personas por km².

## Geografía
El municipio de Hematite se encuentra ubicado en las coordenadas 46°20′14″N 88°28′57″O / 46.33722, -88.48250. Según la Oficina del Censo de los Estados Unidos, el municipio tiene una superficie total de 403.13 km², de la cual 397,43 km² corresponden a tierra firme y (1,41 %) 5,69 km² es agua.

## Demografía
Según el censo de 2010, había 338 personas residiendo en el municipio de Hematite. La densidad de población era de 0,84 hab./km². De los 338 habitantes, el municipio de Hematite estaba compuesto por el 96,15 % blancos, el 2,07 % eran amerindios, el 0,3 % eran asiáticos, el 0,89 % eran de otras razas y el 0,59 % eran de una mezcla de razas. Del total de la población el 1,78 % eran hispanos o latinos de cualquier raza.